# Pont de San Telmo
Pour les articles homonymes, voir San Telmo et Saint-Elme.
Le pont de San Telmo  (en castillan Puente de San Telmo) est un pont de Séville (Andalousie, Espagne).

## Situation
En partant du nord de la ville, il est le septième pont à enjamber la darse du Guadalquivir qui traverse Séville du nord au sud. 
Il quitte la rive gauche de la darse du Guadalquivir entre le quartier de Santa Cruz et le Parc de María Luisa, près du Palais de San Telmo, à l'endroit où le Paseo de Cristóbal Colón, qui longe le fleuve, devient le Paseo de las Delicias. Il atteint la rive droite à la Place de Cuba, entre les districts de Los Remedios et de Triana, et se prolonge vers l'ouest par l'Avenida de la República Argentina.

## Histoire
Construit entre 1925 et 1931 par l'ingénieur José Eugenio Ribera pour permettre le développement des quartiers de la rive droite, le Pont de San Telmo a été le troisième pont à voir le jour à Séville, deux ans après le Pont Alphonse XIII et près de 80 ans après le Pont de Triana. Il doit son nom au Palais de San Telmo, à côté duquel il se trouve.
En 2006, un crédit de 1,5 million d'euros a été alloué à la rénovation du pont, qui s'est terminée fin 2007.

## Construction

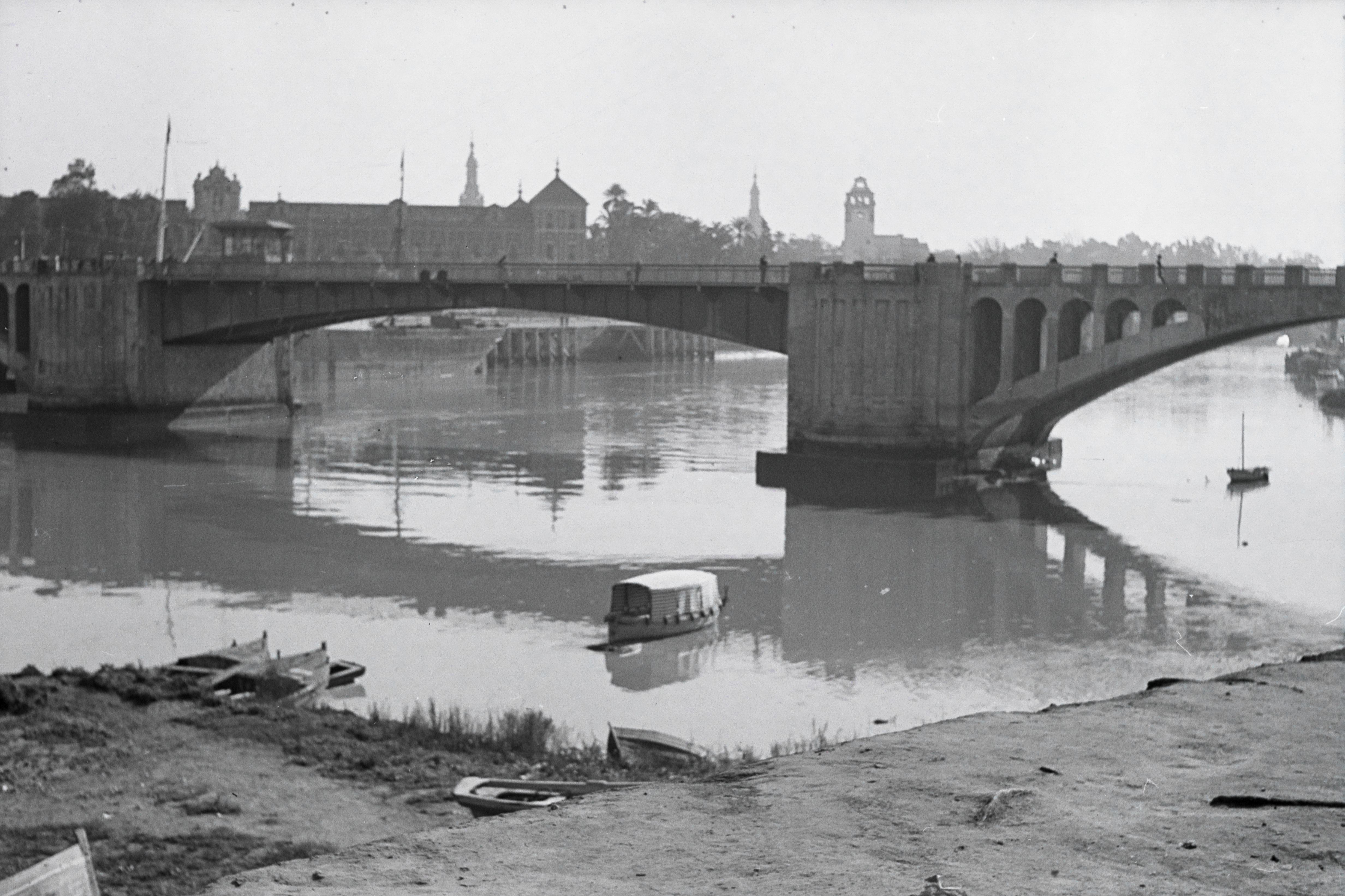
Le pont en 1932, avec son tablier central levant.

Initialement, le pont de San Telmo possédait un tablier central levant, en deux parties, soutenu par deux piles, et prolongé de chaque côté par une arche. En 1968, quand la zone portuaire a été déplacée vers le sud, la partie centrale du pont a été transformée en une troisième arche fixe. Il possède actuellement quatre voies, deux dans chaque sens, ainsi qu'un trottoir de chaque côté, utilisables également comme pistes cyclables.

### Sources et bibliographie
- http://hispagua.cedex.es, « Séville et le Guadalquivir » (consulté le 11 décembre 2007)
- http://www.galeon.com, « Le Pont de San Telmo, l'autre pont levant » (consulté le 11 décembre 2007)